# Список найсильніших шахових турнірів (1980–1989)
В цьому списку представлені найсильніші шахові турніри від 1980 до 1989 року.

## Список
| Рік       | Місце                                             | Переможець | 2-e місце | 3-є місце |
| --------- | ------------------------------------------------- | --- | --- | --- |
| 1979/1980 | Гастінгс                                          | Ульф Андерссон (Швеція), Джон Нанн (Англія)                                                                                                 | | Сергій Макаричев (СРСР) |
| 1980      | Вейк-ан-Зеє                                       | Волтер Браун (США), Яссер Сейраван (США) | | Віктор Корчной (Швейцарія) |
|           | Бад-Кіссінген                                     | Анатолій Карпов (СРСР) | Борис Спаський (СРСР), Роберт Гюбнер (ФРН) | |
|           | Рейк'явік                                         | Віктор Купрейчик (СРСР) | Волтер Браун (США) | Ентоні Майлс (Англія), Геннадій Сосонко (Нідерланди) |
|           | Lone Pine                                         | Роман Джинджихашвілі (США) | Ентоні Майлс (Англія) | Бент Ларсен (Данія), Юхим Геллер (СРСР), Лев Альбурт (США), Юрій балашов (СРСР), Флорін Георгіу (Румунія) |
|           | Сараєво                                           | Властіміл Горт (Чехословаччина) | Борислав Івков (Югославія), Боян Кураїца (Югославія) | |
|           | Лондон                                            | Ентоні Майлс (Англія), Ульф Андерссон (Швеція), Віктор Корчной (Швейцарія)                                                                  | | |
|           | Баку                                              | Гаррі Каспаров (СРСР) | Олександр Бєлявський (СРСР) | Едуард Гуфельд (СРСР), Адріян Михальчишин (СРСР), Karen Grigorjan (СРСР) |
|           | Бугойно                                           | Анатолій Карпов (СРСР) | Бент Ларсен (Данія) | Ян Тімман (Нідерланди) |
|           | Лас-Пальмас-де-Гран-Канарія                       | Ентоні Майлс (Англія), Тигран Петросян (СРСР), Юхим Геллер (СРСР)                                                                           | | |
|           | Амстердам                                         | Анатолій Карпов (СРСР) | Ян Тімман (Нідерланди) | Геннадій Сосонко (Нідерланди) |
|           | Єреван                                            | Аршак Петросян (СРСР), Віталій Цешковський (СРСР)                                                                                           | Олег Романишин (СРСР) | |
|           | Пуерто-Мадрин                                     | Ентоні Майлс (Англія), Любомир Любоєвич (Югославія)                                                                                         | | Оскар Панно (Аргентина) |
|           | Сочі                                              | Олександр Панченко (СРСР) | Юрій Балашов (СРСР) | Еугеніо Торре (Філіппіни) |
|           | Тілбург                                           | Анатолій Карпов (СРСР) | Лайош Портіш (Угорщина) | Ян Тімман (Нідерланди) |
|           | Taschkent                                         | Олександр Бєлявський (СРСР) | Сергій Долматов (СРСР), Віталій Цешковський (СРСР) | |
|           | Вербас                                            | Ентоні Майлс (Англія) | Тигран Петросян (СРСР), Андраш Адор'ян (Угорщина), Артур Юсупов (СРСР)                                                                                                   | |
|           | Баден                                             | Борис Спаський (СРСР), Олександр Бєлявський (СРСР)                                                                                          | | Джон Нанн (Англія) |
|           | Буенос-Айрес                                      | Бент Ларсен (Данія) | Ян Тімман (Нідерланди) | Любомир Любоєвич (Югославія) |
| 1980/1981 | Гастінгс                                          | Ульф Андерссон (Швеція) | Еугеніо Торре (Філіппіни) | Анатолій Лейн (США) |
| 1981      | Вейк-ан-Зеє                                       | Геннадій Сосонко (Нідерланди), Ян Тімман (Нідерланди)                                                                                       | | Євген Свєшніков (СРСР), Марк Тайманов (СРСР) |
|           | Лінарес                                           | Анатолій Карпов (СРСР), Ларрі Крістіансен (США)                                                                                             | | Бент Ларсен (Данія) |
|           | Таллінн                                           | Михайло Таль (СРСР) | Давид Бронштейн (СРСР), Айварс Гіпсліс (СРСР) | |
|           | Бразиліа                                          | Любомир Любоєвич (Югославія) | Волтер Браун (США) | Ульф Андерссон (Швеція) |
|           | Бохум                                             | Любомир Кавалек (США) | Властіміл Горт (Чехословаччина) | Мюррей Чандрлер (Англія) |
|           | Lone Pine                                         | Віктор Корчной (Швейцарія) | Яссер Сейраван (США), Геннадій Сосонко (Нідерланди), Светозар Глігорич (Югославія)                                                                                       | |
|           | Баня-Лука                                         | Віталій Цешковський (СРСР) | Дьюла Сакс (Угорщина), Драголюб Велимирович (Югославія), Предраг Ніколіч (Югославія)                                                                                     | |
|           | Бад-Кіссінген                                     | Віктор Корчной (Швейцарія) | Яссер Сейраван (США), Властіміл Горт (Чехословаччина) | |
|           | Москва                                            | Анатолій Карпов (СРСР) | Гаррі Каспаров (СРСР), Лев Полугаєвський (СРСР), Василь Смислов (СРСР)                                                                                                   | |
|           | Амстердам                                         | Ян Тімман (Нідерланди) | Лайош Портіш (Угорщина), Анатолій Карпов (СРСР) | |
|           | Львів                                             | Михайло Таль (СРСР), Олег Романишин (СРСР)                                                                                                  | | Аршак Петросян (СРСР) |
|           | Дортмунд                                          | Геннадій Кузьмін (СРСР), Джонатан Спілмен (Англія), Любомир Фтачник (Чехословаччина)                                                        | | |
|           | Лас-Пальмас-де-Гран-Канарія                       | Ян Тімман (Нідерланди) | Бент Ларсен (Данія) | Яссер Сейраван (США), Віктор Корчной (Швейцарія) |
|           | Баден-Баден                                       | Ентоні Майлс (Англія), Золтан Ріблі (Угорщина)                                                                                              | | Віктор Корчной (Швейцарія) |
|           | Біль                                              | Ерік Лоброн (ФРН), Властіміл Горт (Чехословаччина)                                                                                          | | Майкл Стін (Англія) |
|           | Йоганнесбург                                      | Ульф Андерссон (Швеція) | Віктор Корчной (Швейцарія), Роберт Гюбнер (ФРН) | |
|           | Рига                                              | Михайло Таль (СРСР) | Віталій Цешковський (СРСР) | Олег Романишин (СРСР) |
|           | Лондон                                            | Реймонд Кін (Англія), Яссер Сейраван (США), Ентоні Майлс (Англія)                                                                           | | |
|           | Сочі                                              | Віталій Цешковський (СРСР) | Лев Полугаєвський (СРСР) | Анатолій Вайсер (СРСР) |
|           | Вршац                                             | Дьюла Сакс (Угорщина) | Ян Смейкал (Чехословаччина) | Тигран Петросян (СРСР) |
|           | Тілбург                                           | Олександр Бєлявський (СРСР) | Тигран Петросян (СРСР) | Лайош Портіш (Угорщина), Ян Тімман (Нідерланди) |
| 1981/1982 | Porz                                              | Михайло Таль (СРСР) | Ентоні Майлс (Англія) | Властіміл Горт (Чехословаччина) |
|           | Гастінгс                                          | Віктор Купрейчик (СРСР) | Василь Смислов (СРСР), Джонатан Спілмен (Англія) | |
| 1982      | Вейк-ан-Зеє                                       | Джон Нанн (Англія), Юрій Балашов (СРСР) | | Джон ван дер Віл (Нідерланди), Властіміл Горт (Чехословаччина) |
|           | Мар-дель-Плата                                    | Ян Тімман (Нідерланди) | Лайош Портіш (Угорщина) | Яссер Сейраван (США), Анатолій Карпов (СРСР), Лев Полугаєвський (СРСР) |
|           | Суракарта/Денпасар                                | Волтер Браун (США), Рональд Хенлі (США) | | Мюррей Чандрлер (Англія), Ларрі Крістіансен (США), Геннадій Сосонко (Нідерланди), Боян Кураїца (Югославія), Властіміл Горт (Чехословаччина)                                                                      |
|           | Єреван (зональний турнір)                         | Артур Юсупов (СРСР) | Лев Псахіс (СРСР), Володимир Тукмаков (СРСР) | |
|           | Сараєво                                           | Олександр Бєлявський (СРСР) | Влатко Ковачевич (Югославія) | Предраг Ніколіч (Югославія) |
|           | Луґано                                            | Віктор Корчной (Швейцарія) | Джон Нанн (Англія) | Борис Спаський (СРСР), Sead Rašidović (Югославія), Milutin Kostić (Югославія), Клаус Бішофф (ФРН), Роланд Екстрьом (Швеція), Edvin Bhend (Швейцарія), Бернд Штайн (ФРН), Bela Soos (ФРН), Іван Немет (Югославія) |
|           | Дортмунд                                          | Властіміл Горт (Чехословаччина) | Олег Романишин (СРСР) | Лев Псахіс (СРСР) |
|           | Чикаго                                            | Роберт Гюбнер (ФРН) | Волтер Браун (США) | Віктор Корчной (Швейцарія) |
|           | Лондон                                            | Ульф Андерссон (Швеція), Анатолій Карпов (СРСР)                                                                                             | | Яссер Сейраван (США) |
|           | Бугойно                                           | Гаррі Каспаров (СРСР) | Лев Полугаєвський (СРСР), Любомир Любоєвич (Югославія) | |
|           | Мінськ                                            | Віталій Цешковський (СРСР) | Сергій Долматов (СРСР) | Леонід Юдасін (СРСР) |
|           | Москва                                            | Михайло Таль (СРСР), Рафаель Ваганян (СРСР)                                                                                                 | | Райнер Кнаак (НДР), Юхим Геллер (СРСР) |
|           | Турин                                             | Анатолій Карпов (СРСР), Ульф Андерссон (Швеція)                                                                                             | | Любомир Любоєвич (Югославія), Лайош Портіш (Угорщина) |
|           | Амстердам                                         | Властіміл Горт (Чехословаччина), Найджел Шорт (Англія)                                                                                      | | Геннадій Сосонко (Нідерланди) |
|           | Лас-Пальмас-де-Гран-Канарія (міжзональний турнір) | Золтан Ріблі (Угорщина) | Василь Смислов (СРСР) | Михай Шуба (Румунія) |
|           | Біль                                              | Джон Нанн (Англія), Флорін Георгіу (Румунія)                                                                                                | | Властіміл Горт (Чехословаччина) |
|           | Толука-де-Лердо (міжзональний турнір)             | Лайош Портіш (Угорщина), Еугеніо Торре (Філіппіни)                                                                                          | | Борис Спаський (СРСР) |
|           | Москва (міжзональний турнір)                      | Гаррі Каспаров (СРСР) | Олександр Бєлявський (СРСР) | Михайло Таль (СРСР), Ульф Андерссон (Швеція) |
|           | Тілбург                                           | Анатолій Карпов (СРСР) | Ян Тімман (Нідерланди) | Ульф Андерссон (Швеція), Геннадій Сосонко (Нідерланди) |
|           | Новий Сад                                         | Джон ван дер Віл (Нідерланди) | Петар Попович (Югославія), Мігель Кінтерос (Аргентина) | |
|           | Маніла                                            | Ерік Лоброн (ФРН), Лев Полугаєвський (СРСР)                                                                                                 | | Еугеніо Торре (Філіппіни) |
|           | Сочі                                              | Михайло Таль (СРСР) | Предраг Ніколіч (Югославія) | Олег Романишин (СРСР), Семен Двойріс (СРСР), Анатолій Вайсер (СРСР) |
| 1982/1983 | Гастінгс                                          | Рафаель Ваганян (СРСР) | Влатко Ковачевич (Югославія) | Яків Мурей (Ізраїль), Любомир Фтачник (Чехословаччина) |
| 1983      | Вейк-ан-Зеє                                       | Ульф Андерссон (Швеція) | Золтан Ріблі (Угорщина) | Волтер Браун (США), Властіміл Горт (Чехословаччина) |
|           | Лінарес                                           | Борис Спаський (СРСР) | Анатолій Карпов (СРСР), Ульф Андерссон (Швеція) | |
|           | Таллінн                                           | Михайло Таль (СРСР), Рафаель Ваганян (СРСР)                                                                                                 | | Тигран Петросян (СРСР), Михай Шуба (Румунія), Яан Ельвест (СРСР) |
|           | Луґано                                            | Яссер Сейраван (США) | Джон Нанн (Англія), Флорін Георгіу (Румунія), Іван Фараго (Угорщина), Ян Тімман (Нідерланди)                                                                             | |
|           | Сараєво                                           | Предраг Ніколіч (Югославія) | Ян Смейкал (Чехословаччина), Андраш Адор'ян (Угорщина) | |
|           | Дортмунд                                          | Михай Шуба (Румунія) | Властіміл Горт (Чехословаччина), Мюррей Чандрлер (Англія) | |
|           | Баня-Лука                                         | Крунослав Хулак (Югославія), Андраш Адор'ян (Угорщина), Джонатан Спілмен (Англія)                                                           | | |
|           | Юрмала                                            | Олег Романишин (СРСР) | Мюррей Чандрлер (Англія) | Айварс Гіпсліс (СРСР) |
|           | Арнем/Амстердам                                   | Мюррей Чандрлер (Англія), Дьюла Сакс (Угорщина)                                                                                             | | Ян Тімман (Нідерланди), Властіміл Горт (Чехословаччина) |
|           | Біль                                              | Ентоні Майлс (Англія), Джон Нанн (Англія)                                                                                                   | | Андраш Адор'ян (Угорщина) |
|           | Gjøvik                                            | Джон Нанн (Англія), Андраш Адор'ян (Угорщина), Волтер Браун (США)                                                                           | | |
|           | Ганновер                                          | Анатолій Карпов (СРСР) | Тамаз Георгадзе (СРСР) | [[Юрій балашов]] (СРСР) |
|           | Никшич                                            | Гаррі Каспаров (СРСР) | Бент Ларсен (Данія) | Борис Спаський (СРСР), Лайош Портіш (Угорщина) |
|           | Тілбург                                           | Анатолій Карпов (СРСР) | Любомир Любоєвич (Югославія), Лайош Портіш (Угорщина) | |
|           | Бат                                               | Ентоні Майлс (Англія) | Анатолій Карпов (СРСР) | Штефан Кіндерманн (ФРН), Волтер Браун (США) |
|           | Індонезія                                         | Ян Тімман (Нідерланди) | Лайош Портіш (Угорщина) | Артур Юсупов (СРСР) |
| 1983/1984 | Гастінгс                                          | Джонатан Спілмен (Англія), Ларс Карлссон (Швеція)                                                                                           | | Джонатан Местел (Англія) |
| 1984      | Вейк-ан-Зеє                                       | Олександр Бєлявський (СРСР), Віктор Корчной (Швейцарія)                                                                                     | | Предраг Ніколіч (Югославія) |
|           | Львів                                             | Рафаель Ваганян (СРСР), Йосип Дорфман (СРСР)                                                                                                | | Лев Псахіс (СРСР), В'ячеслав Ейнгорн (СРСР) |
|           | Луґано                                            | Дьюла Сакс (Угорщина) | Джон Нанн (Англія), Флорін Георгіу (Румунія), Яссер Сейраван (США), Мішо Цебало(Югославія)                                                                               | |
|           | Сараєво                                           | Віктор Корчной (Швейцарія), Ян Тімман (Нідерланди)                                                                                          | | Джон ван дер Віл (Нідерланди), Артур Юсупов (СРСР) |
|           | Осло                                              | Анатолій Карпов (СРСР) | Ентоні Майлс (Англія), Сергій Макаричев (СРСР) | |
|           | Нью-Йорк                                          | Роман Джинджихашвілі (США) | Лайош Портіш (Угорщина), Андраш Адор'ян (Угорщина), Геннадій Сосонко (Нідерланди), Любомир Кавалек (США), Борис Коган (США)                                              | |
|           | Лондон                                            | Анатолій Карпов (СРСР) | Лев Полугаєвський (СРСР), Мюррей Чандрлер (Англія) | |
|           | Бугойно                                           | Ян Тімман (Нідерланди) | Золтан Ріблі (Угорщина) | Еугеніо Торре (Філіппіни) |
|           | Амстердам                                         | Ян Тімман (Нідерланди) | Лайош Портіш (Угорщина) | Мюррей Чандрлер (Англія) |
|           | Біль                                              | Властіміл Горт (Чехословаччина), Роберт Гюбнер (ФРН)                                                                                        | | Віктор Корчной (Швейцарія) |
|           | Лондон                                            | Джон Нанн (Англія), Мюррей Чандрлер (Англія), Сергій Кудрін (США), Ентоні Майлс (Англія), Борис Спаський (Франція)                          | | |
|           | Цюрих                                             | Джон Нанн (Англія) | Хуан Мануель Беллон Лопез (Іспанія), Флорін Георгіу (Румунія), Віктор Корчной (Швейцарія), Яссер Сейраван (США), Геннадій Сосонко (Нідерланди), Борис Спаський (Франція) | |
|           | Тілбург                                           | Ентоні Майлс (Англія) | Роберт Гюбнер (ФРН), Володимир Тукмаков (СРСР), Золтан Ріблі (Угорщина), Олександр Бєлявський (СРСР)                                                                     | |
|           | Новий Сад                                         | Предраг Ніколіч (Югославія) | Петар Попович (Югославія), Андрій Соколов (СРСР) | |
|           | Подгориця                                         | Віктор Корчной (Швейцарія), Драголюб Велимирович (Югославія)                                                                                | | Михайло Таль (СРСР) |
| 1984/1985 | Реджо-нель-Емілія                                 | Лайош Портіш (Угорщина) | Властіміл Горт (Чехословаччина), Ян Тімман (Нідерланди) | |
| 1985      | Gausdal (зональний турнір)                        | [[Сімен Адґестейн]] (Норвегія), Марґейр Петурссон (Ісландія)                                                                                | | Бент Ларсен (Данія) |
|           | Вейк-ан-Зеє                                       | Ян Тімман (Нідерланди) | Джон Нанн (Англія), Олександр Бєлявський (СРСР) | |
|           | Рейк'явік                                         | Бент Ларсен (Данія) | Борис Спаський (Франція), Марґейр Петурссон (Ісландія) | |
|           | Прага (зональний турнір)                          | Йожеф Пінтер (Угорщина), Властіміл Янса (Чехословаччина), Михай Шуба (Румунія)                                                              | | |
|           | Копенгаген                                        | Йожеф Пінтер (Угорщина) | Бент Ларсен (Данія), Курт Гансен (Данія), Хелґі Олафссон (Ісландія) | |
|           | Лінарес                                           | Роберт Гюбнер (ФРН), Любомир Любоєвич (Югославія)                                                                                           | | Лайош Портіш (Угорщина), Віктор Корчной (Швейцарія) |
|           | Сараєво                                           | Смбат Лпутян (СРСР) | Ульф Андерссон (Швеція) | Золтан Ріблі (Угорщина) |
|           | Нью-Йорк                                          | Любомир Любоєвич (Югославія), Яссер Сейраван (США), Ларрі Крістіансен (США), Борис Кудрін (США), Нік де Фірміан (США), Максим Длугі (США)   | | |
|           | Москва                                            | Олег Романишин (СРСР) | Рафаель Ваганян (СРСР) | Володимир Тукмаков (СРСР) |
|           | Загреб/Рієка                                      | Ян Тімман (Нідерланди) | Крунослав Хулак (Югославія) | Дьюла Сакс (Угорщина) |
|           | Туніс (міжзональний турнір)                       | Артур Юсупов (СРСР) | Олександр Бєлявський (СРСР) | Лайош Портіш (Угорщина) |
|           | Порторож/Любляна                                  | Лайош Портіш (Угорщина), Золтан Ріблі (Угорщина), Ентоні Майлс (Англія)                                                                     | | |
|           | Taxco (міжзональний турнір)                       | Ян Тімман (Нідерланди) | Хесус Ногейрас (Куба) | Михайло Таль (СРСР) |
|           | Біль (міжзональний турнір)                        | Рафаель Ваганян (СРСР) | Яссер Сейраван (США) | Андрій Соколов (СРСР) |
|           | Амстердам                                         | Анатолій Карпов (СРСР) | Ян Тімман (Нідерланди) | Джон Нанн (Англія) |
|           | Тілбург                                           | Ентоні Майлс (Англія), Роберт Гюбнер (ФРН), Віктор Корчной (Швейцарія)                                                                      | | |
|           | Нествед                                           | Рафаель Ваганян (СРСР), Волтер Браун (США), Бент Ларсен (Данія)                                                                             | | |
|           | Монпельє (кандидатський турнір)                   | Артур Юсупов (СРСР), Рафаель Ваганян (СРСР), Андрій Соколов (СРСР)                                                                          | | |
|           | Брюссель                                          | Віктор Корчной (Швейцарія) | Борис Спаський (Франція) | Джон ван дер Віл (Нідерланди) |
| 1985/1986 | Реджо-нель-Емілія                                 | Ульф Андерссон (Швеція), Любомир Любоєвич (Югославія), Олег Романишин (СРСР)                                                                | | |
| 1986      | Відень                                            | Віктор Корчной (Швейцарія), Олександр Бєлявський (СРСР)                                                                                     | | Любомир Фтачник (Чехословаччина), Анатолій Карпов (СРСР), Флорін Георгіу (Румунія), Джон Нанн (Англія), Мігель Кінтерос (Аргентина), Карлос Гарсія Палермо (Аргентина), Борис Спаський (Франція)                 |
|           | Вейк-ан-Зеє                                       | Найджел Шорт (Англія) | Любомир Любоєвич (Югославія), Джон ван дер Віл (Нідерланди), Предраг Ніколіч (Югославія)                                                                                 | |
|           | Рейк'явік                                         | Предраг Ніколіч (Югославія) | Ентоні Майлс (Англія), Михайло Таль (СРСР), Бент Ларсен (Данія), Флорін Георгіу (Румунія), Валерій Салов (СРСР), Курт Гансен (Данія), Йохан Х'яртарсон (Ісландія)        | |
|           | Луґано                                            | Віктор Корчной (Швейцарія), Лев Гутман (ФРН), Найджел Шорт (Англія)                                                                         | | |
|           | Лондон                                            | Гленн Флір (Англія) | Мюррей Чандрлер (Англія), Найджел Шорт (Англія) | |
|           | Брюссель                                          | Анатолій Карпов (СРСР) | Віктор Корчной (Швейцарія) | Еугеніо Торре (Філіппіни), Ян Тімман (Нідерланди), Ентоні Майлс (Англія) |
|           | Сараєво                                           | Лев Псахіс (СРСР), Кіріл Георгієв (Болгарія), Лайош Портіш (Угорщина)                                                                       | | |
|           | Дортмунд                                          | Золтан Ріблі (Угорщина) | Ентоні Майлс (Англія), Властіміл Горт (Чехословаччина), Джон Федорович (США)                                                                                             | |
|           | Бугойно                                           | Анатолій Карпов (СРСР) | Андрій Соколов (СРСР), Любомир Любоєвич (Югославія) | |
|           | Біль                                              | Лев Полугаєвський (СРСР), Ерік Лоброн (ФРН)                                                                                                 | | Мішо Цебало(Югославія), Властіміл Горт (Чехословаччина) |
|           | Амстердам                                         | Любомир Любоєвич (Югославія) | Джон ван дер Віл (Нідерланди) | Золтан Ріблі (Угорщина) |
|           | Szirák                                            | Лев Псахіс (СРСР) | Йожеф Пінтер (Угорщина) | Хесус Ногейрас (Куба), Ян Роджерс (Австралія) |
|           | Сочі                                              | Светозар Глігорич (Югославія), Олександр Бєлявський (СРСР), Рафаель Ваганян (СРСР)                                                          | | |
|           | Золінген                                          | Роберт Гюбнер (ФРН) | Ralf Lau (ФРН), Найджел Шорт (Англія) | |
|           | Тілбург                                           | Олександр Бєлявський (СРСР) | Любомир Любоєвич (Югославія) | Анатолій Карпов (СРСР) |
|           | Брюссель                                          | Гаррі Каспаров (СРСР) | Віктор Корчной (Швейцарія) | Роберт Гюбнер (ФРН), Джон Нанн (Англія) |
| 1986/1987 | Реджо-нель-Емілія                                 | Золтан Ріблі (Угорщина) | Властіміл Горт (ФРН), Олександр Чернін (СРСР), Василь Смислов (СРСР), Борис Спаський (Франція)                                                                           | |
|           | Гастінгс                                          | Смбат Лпутян (СРСР), Джонатан Спілмен (Англія), Мюррей Чандрлер (Англія), Бент Ларсен (Данія)                                               | | |
| 1987      | Вейк-ан-Зеє                                       | Найджел Шорт (Англія), Віктор Корчной (Швейцарія)                                                                                           | | Ульф Андерссон (Швеція) |
|           | Луґано                                            | Яссер Сейраван (США) | Радослав Сіміч (Югославія), Джон ван дер Віл (Нідерланди), Іван Соколов (Югославія), Курт Гансен (Данія), Єрун Пікет (Нідерланди)                                        | |
|           | Рейк'явік                                         | Найджел Шорт (Англія) | Михайло Таль (СРСР), Ян Тімман (Нідерланди) | |
|           | Сараєво                                           | Предраг Ніколіч (Югославія) | Лев Полугаєвський (СРСР), Рафаель Ваганян (СРСР) | |
|           | Нью-Йорк                                          | Яссер Сейраван (США), Андраш Адор'ян (Угорщина)                                                                                             | | Борис Спаський (Франція), Ларрі Крістіансен (США), Дьюла Сакс (Угорщина), Кевін Спаґґетт (Канада), Джон Федорович (США), Борис Кудрін (США)                                                                      |
|           | Дортмунд                                          | Юрій Балашов (СРСР) | Ульф Андерссон (Швеція), Володимир Тукмаков (СРСР) | |
|           | Брюссель                                          | Любомир Любоєвич (Югославія), Гаррі Каспаров (СРСР)                                                                                         | | Анатолій Карпов (СРСР) |
|           | Амстердам                                         | Анатолій Карпов (СРСР), Ян Тімман (Нідерланди)                                                                                              | | Віктор Корчной (Швейцарія) |
|           | Ленінград                                         | Рафаель Ваганян (СРСР) | Михайло Гуревич (СРСР) | Предраг Ніколіч (Югославія), Олег Романишин (СРСР), Кіріл Георгієв (Болгарія), Валерій Салов (СРСР) |
|           | Більбао                                           | Анатолій Карпов (СРСР) | Ульф Андерссон (Швеція) | Maia Tschiburdanidse (СРСР), Любомир Любоєвич (Югославія) |
|           | Суботиця (міжзональний турнір)                    | Дьюла Сакс (Угорщина), Найджел Шорт (Англія), Джонатан Спілмен (Англія)                                                                     | | |
|           | Біль                                              | Борис Гулько (США) | Олег Романишин (СРСР) | Даніель Кампора (Аргентина) |
|           | Szirák (міжзональний турнір)                      | Валерій Салов (СРСР), Йохан Х'яртарсон (Ісландія)                                                                                           | | Лайош Портіш (Угорщина), Джон Нанн (Англія) |
|           | Загреб (міжзональний турнір)                      | Віктор Корчной (Швейцарія) | Яан Ельвест (СРСР), Яссер Сейраван (США) | |
|           | Амстердам                                         | Джон ван дер Віл (Нідерланди) | Мюррей Чандрлер (Англія), Ян Тімман (Нідерланди), Борис Гулько (США) | |
|           | Тілбург                                           | Ян Тімман (Нідерланди) | Роберт Гюбнер (ФРН), Предраг Ніколіч (Югославія) | |
|           | Вршац                                             | Драголюб Велимирович (Югославія), Яан Ельвест (СРСР)                                                                                        | | Петар Попович (Югославія) |
|           | Белград                                           | Любомир Любоєвич (Югославія) | Ян Тімман (Нідерланди) | Олександр Бєлявський (СРСР) |
| 1987/1988 | Реджо-нель-Емілія                                 | Володимир Тукмаков (СРСР) | Ларрі Крістіансен (США), Олександр Бєлявський (СРСР) | |
|           | Гастінгс                                          | Найджел Шорт (Англія) | Джонатан Спілмен (Англія) | Бент Ларсен (Данія) |
| 1988      | Вейк-ан-Зеє                                       | Анатолій Карпов (СРСР) | Ульф Андерссон (Швеція) | [[Сімен Адґестейн]] (Норвегія), Кіріл Георгієв (Болгарія) |
|           | Сент Джон                                         | Яссер Сейраван (США) | Смбат Лпутян (СРСР), Бранко Дамлянович (Югославія) | |
|           | Львів                                             | Григорій Кайданов (СРСР) | Василь Іванчук (СРСР), Володимир Маланюк (СРСР), Віктор Москаленко (СРСР)                                                                                                | |
|           | Be'er-Scheva                                      | Алон Грінфельд (Ізраїль) | Йожеф Пінтер (Угорщина), Віктор Корчной (Швейцарія) | |
|           | Лінарес                                           | Ян Тімман (Нідерланди) | Олександр Бєлявський (СРСР) | Артур Юсупов (СРСР) |
|           | Амстердам                                         | Найджел Шорт (Англія) | Анатолій Карпов (СРСР), Любомир Любоєвич (Югославія) | |
|           | Trnava                                            | Любомир Фтачник (Чехословаччина) | Лев Псахіс (СРСР), Юрій балашов (СРСР) | |
|           | Нью-Йорк                                          | Василь Іванчук (СРСР) | Гільєрмо Гарсія Гонсалес (Куба) | Бент Ларсен (Данія), Володимир Тукмаков (СРСР), Олександр Чернін (СРСР), Іван Морович (Чилі), Božidar Ivanović (Югославія), Нік де Фірміан (США), Аттіла Грошпетер (Угорщина)                                    |
|           | Дортмунд                                          | Смбат Лпутян (СРСР) | Деніел Кінґ (Англія), Йожеф Пінтер (Угорщина) | |
|           | Брюссель                                          | Анатолій Карпов (СРСР) | Валерій Салов (СРСР) | Любомир Любоєвич (Югославія), Джон Нанн (Англія), Олександр Бєлявський (СРСР) |
|           | Берлін                                            | Сергій Смагін (СРСР) | Валерій Чехов (СРСР) | Райнер Кнаак (НДР), Геннадій Зайчик (СРСР) |
|           | Мюнхен                                            | Йохан Х'яртарсон (Ісландія) | Роберт Гюбнер (ФРН) | Золтан Ріблі (Угорщина) |
|           | Єреван                                            | Смбат Лпутян (СРСР) | Лев Псахіс (СРСР) | Юрій Дохоян (СРСР) |
|           | Ганінге                                           | Лев Полугаєвський (СРСР) | Ульф Андерссон (Швеція) | [[Сімен Адґестейн]] (Норвегія) |
|           | Амстердам                                         | Гаррі Каспаров (СРСР) | Анатолій Карпов (СРСР) | Ян Тімман (Нідерланди) |
|           | Бельфор                                           | Гаррі Каспаров (СРСР) | Анатолій Карпов (СРСР) | Яан Ельвест (СРСР) |
|           | Есб'єрг                                           | Рафаель Ваганян (СРСР), Віктор Купрейчик (СРСР)                                                                                             | | Бент Ларсен (Данія) |
|           | Протвіно                                          | Олексій Вижманавін (СРСР), Лев Псахіс (СРСР), Юрій Разуваєв (СРСР), Григорій Кайданов (СРСР)                                                | | |
|           | Біль                                              | Іван Соколов (Югославія), Борис Гулько (США)                                                                                                | | Володимир Тукмаков (СРСР), Еугеніо Торре (Філіппіни) |
|           | Амстердам A                                       | Віктор Корчной (Швейцарія) | Джон Нанн (Англія) | Властіміл Горт (ФРН), Предраг Ніколіч (Югославія), Джон ван дер Віл (Нідерланди) |
|           | Амстердам B                                       | Борис Гельфанд (СРСР), Ерік Лоброн (ФРН), Борис Гулько (США)                                                                                | | |
|           | Сочі                                              | Сергій Долматов (СРСР) | Лев Псахіс (СРСР) | Юрій Дохоян (СРСР) |
|           | Тілбург                                           | Анатолій Карпов (СРСР) | Найджел Шорт (Англія) | Йохан Х'яртарсон (Ісландія), Предраг Ніколіч (Югославія), Ян Тімман (Нідерланди) |
|           | Він'я-дель-Мар                                    | Любомир Любоєвич (Югославія) | Борис Гулько (США) | Оскар Панно (Аргентина) |
|           | Рейк'явік                                         | Гаррі Каспаров (СРСР) | Олександр Бєлявський (СРСР) | Михайло Таль (СРСР) |
|           | Белград                                           | Крунослав Хулак (Югославія), Михайло Гуревич (СРСР), Лев Псахіс (СРСР), Євген Пігусов (СРСР), Лев Полугаєвський (СРСР), Ігор Наумкін (СРСР) | | |
| 1988/1989 | Реджо-нель-Емілія                                 | Михайло Гуревич (СРСР) | Кіріл Георгієв (Болгарія), Ульф Андерссон (Швеція) | |
|           | Гастінгс                                          | Найджел Шорт (Англія) | Віктор Корчной (Швейцарія) | Джонатан Спілмен (Англія), Василь Смислов (СРСР), Борис Гулько (США) |
| 1989      | Вейк-ан-Зеє                                       | Вішванатан Ананд (Індія), Предраг Ніколіч (Югославія), Золтан Ріблі (Угорщина), Дьюла Сакс (Угорщина)                                       | | |
|           | Лінарес                                           | Василь Іванчук (СРСР) | Анатолій Карпов (СРСР) | Любомир Любоєвич (Югославія) |
|           | Trnva                                             | Євген Барєєв (СРСР) | Ян Смейкал (Чехословаччина) | [[Юрій балашов]] (СРСР) |
|           | Дортмунд                                          | Юхим Геллер (СРСР) | [[Тібор Толнаї]] (Угорщина) | Йорг Хікль (ФРН) |
|           | Амстердам                                         | Ян Тімман (Нідерланди) | Найджел Шорт (Англія) | Валерій Салов (СРСР) |
|           | Нью-Йорк                                          | Джон Федорович (США) | Борис Гулько (США), Лев Полугаєвський (СРСР), Ерік Лоброн (ФРН), Хелґі Олафссон (Ісландія)                                                                               | |
|           | Барселона                                         | Гаррі Каспаров (СРСР), Любомир Любоєвич (Югославія)                                                                                         | | Валерій Салов (СРСР) |
|           | Ганінге                                           | Любомир Фтачник (Чехословаччина) | Ульф Андерссон (Швеція), Джон ван дер Віл (Нідерланди), Майкл Вайлдер (США)                                                                                              | |
|           | Москва                                            | Сергій Долматов (СРСР) | Володимир Акопян (СРСР), Віктор Гавриков (СРСР), Євген Владіміров (СРСР), Олександр Халіфман (СРСР), Нік де Фірміан (США), Георгій Тимошенко (СРСР)                      | |
|           | Єреван                                            | Василь Іванчук (СРСР) | Смбат Лпутян (СРСР) | Зураб Азмайпарашвілі (СРСР), Андраш Адор'ян (Угорщина), Олег Романишин (СРСР) |
|           | Rotterdam                                         | Ян Тімман (Нідерланди) | Анатолій Карпов (СРСР) | Рафаель Ваганян (СРСР) |
|           | Любляна/Рогашка Слатинаі                          | Предраг Ніколіч (Югославія) | Єгуда Грюнфельд (Ізраїль) | Євген Барєєв (СРСР) |
|           | Дебрецен                                          | Борис Гельфанд (СРСР) | Лембіт Олль (СРСР), Штефан Кіндерманн (ФРН) | |
|           | Клермон-Ферран                                    | Дьюла Сакс (Угорщина), Сергій Долматов (СРСР), Яан Ельвест (СРСР), Олів'є Рене (Франція), Віктор Корчной (Швейцарія)                        | | |
|           | Еспоо (зональний турнір)                          | Сімен Адґестейн (Норвегія) | Йоуні Йрйоля (Фінляндія), Марґейр Петурссон (Ісландія), Бент Ларсен (Данія)                                                                                              | |
|           | Біль                                              | Василь Іванчук (СРСР), Лев Полугаєвський (СРСР)                                                                                             | | Іван Соколов (Югославія) |
|           | Амстердам                                         | Олександр Бєлявський (СРСР) | Джонатан Спілмен (Англія), Віктор Корчной (Швейцарія) | |
|           | Skellefteå                                        | Анатолій Карпов (СРСР), Гаррі Каспаров (СРСР)                                                                                               | | Лайош Портіш (Угорщина), Яссер Сейраван (США), Найджел Шорт (Англія) |
|           | Тілбург                                           | Гаррі Каспаров (СРСР) | Віктор Корчной (Швейцарія) | Любомир Любоєвич (Югославія), Дьюла Сакс (Угорщина) |
|           | Белград                                           | Гаррі Каспаров (СРСР) | Ян Тімман (Нідерланди), Яан Ельвест (СРСР) | |
|           | Пальма                                            | Борис Гельфанд (СРСР) | Гата Камський (США), Ентоні Майлс (Англія) | |
|           | Гронінген                                         | Ян Роджерс (Австралія) | Вішванатан Ананд (Індія) | Василь Смислов (СРСР), Joris Brenninkmeijer (Нідерланди), Єрун Пікет (Нідерланди), Зураб Азмайпарашвілі (СРСР)                                                                                                   |